# Aristodème de Cydathénéon
Pour les articles homonymes, voir Aristodème.
Aristodème (en grec ancien Ἀριστόδημος) est un philosophe socratique du Ve siècle av. J.-C. originaire du dème de Cydathénéon. Il est le narrateur indirect et un interlocuteur du Banquet de Platon.

## Éléments de biographie
Aristodème pourrait être né vers 450 et mort avant 400 av. J.C., selon l'helléniste Debra Nails — qui relève cependant que ces dates sont très approximatives. Pour la naissance, Nails se fonde sur le fait que nous savons qu'il était déjà adulte en 416, date à laquelle s'est tenu Le banquet organisé par Agathon, dont Platon rapporte les discussions et auquel Aristodème a participé.
Aristodème est originaire de Cydathénéon, le même dème que le poète comique Aristophane, ce qui signifie que les deux avaient des obligations sociales et civiques l'un envers l'autre. C'est un disciple de Socrate, et il cherche à l'imiter. Dans Le Banquet, Apollodore dit d'Aristodème qu'il est « un homme petit qui allait toujours pieds nus », comme Socrate. Aristophane et Xénophon le raillent, ce dernier le surnommant « Aristodème le petit » ou « le nain ».  
Aristodème est aussi qualifié d’éraste de Socrate, expression que Luc Brisson traduit ainsi: « c'était l'amant le plus fervent de Socrate (Σωκράτους ἐραστὴς), me semble-t-il », mots que Platon met dans la bouche d'Apollon. Le mot « éraste » doit cependant être nuancé, dans la mesure où Socrate avait environ cinquante-cinq ans au moment de ce repas. Aristodème (tout comme Apollodore) est très dévoué à Socrate, et il le suit fidèlement,. Et si Xénophon ne le mentionne pas dans le cercle des proches de Socrate, d'un autre côté il fait référence à Aristodème dans le cadre des « entretiens qu'il [Socrate] avait chaque jour avec ses disciples ». 
Dans la narration du Banquet par Apollodore, qui a dû être faite en plus ou moins 400 av. J.C., on se réfère à Aristodème comme si on ne l'avait plus vu depuis un certain temps. De plus, Aristodème n'est pas mentionné dans le cadre du procès et de l'exécution de Socrate (399 av. J.C.). Ces éléments amènent Debra Nails à fixer la date de sa mort avant 400 (« I take it he was dead before 400 »).

## Participation auBanquet
Aristodème est le principal narrateur du Banquet, mais ses propos sont rapportés par Apollodore. En outre, sa propre contribution n'apparaît pas, soit qu'Aristodème ne la rapporte pas, soit qu'on l'ait passée sous silence, ce que la philosophe Debra Nails perçoit comme une marque de « son insignifiance aux yeux des personnes présentes lorsqu'elles font leurs discours sur l'éros »,.  
Elle note par ailleurs qu'Aristophane saute délibérément le tour de parole d'Aristodème : il s'agit, dit Aristophane « d'entendre ce que va dire chacun de ceux qui restent ou mieux chacun des deux qui restent, car seuls doivent encore parler Agathon et Socrate. » Or explique Nails, dans le placement des convives, il y avait après Aristophane et Éryixmaque — qui avaient tous deux déjà parlé — Aristodème, Agathon et Socrate. Du par la place qu'il occupait, Aristodème aurait donc dû aussi être invité à parler.  
Enfin, Nails relève que dans un rare changement de rôle, Socrate porte des sandales (ce qu'il ne faisait que rarement) pour se rendre au banquet donné par Agathon, et qu'il convie Aristodème,« l'avorton (runt) sale et pieds nus » à l'accompagner. Aristodème sera donc un invité surprise, et il déclare à Socrate:  

« Je suis l'homme de rien qui se rend au festin offert par un homme de distinction sans y avoir été invité. Si tu m'y amènes, c'est donc à toi de voir quelle excuse trouver, car moi, je ne vais pas avouer que je suis venu sans invitation; je dirai plutôt que c'est par toi que j'ai été invité. »

## Philosophie
Aristodème apparaît comme un personnage rebelle aux dieux. Xénophon dit en effet de lui « qu'il n'offrait pas de sacrifice aux dieux, qu'il ne les priait point, qu'il n'usait pas de la divination et se moquait même de ceux qui se livraient à ces observances, [ajoutant qu'il] ne dédaigne pas la divinité mais (...) la croi[t] trop grande pour avoir besoin de [s]es hommages ». Dans ce même chapitre IV du livre I des Mémorables, Xénophon rapporte ensuite un dialogue entre Aristodème et Socrate. Celui-ci demande à Aristodème s'il est des hommes qu'il admire, à quoi ce dernier répond en citant des personnages qui sont, à ses yeux, dans différents arts: Homère, Sophocle, Polyclète et Zeuxis. S'ensuit un long dialogue entre les deux hommes sur le dessein de la création, conversation que Socrate conclut ainsi: 

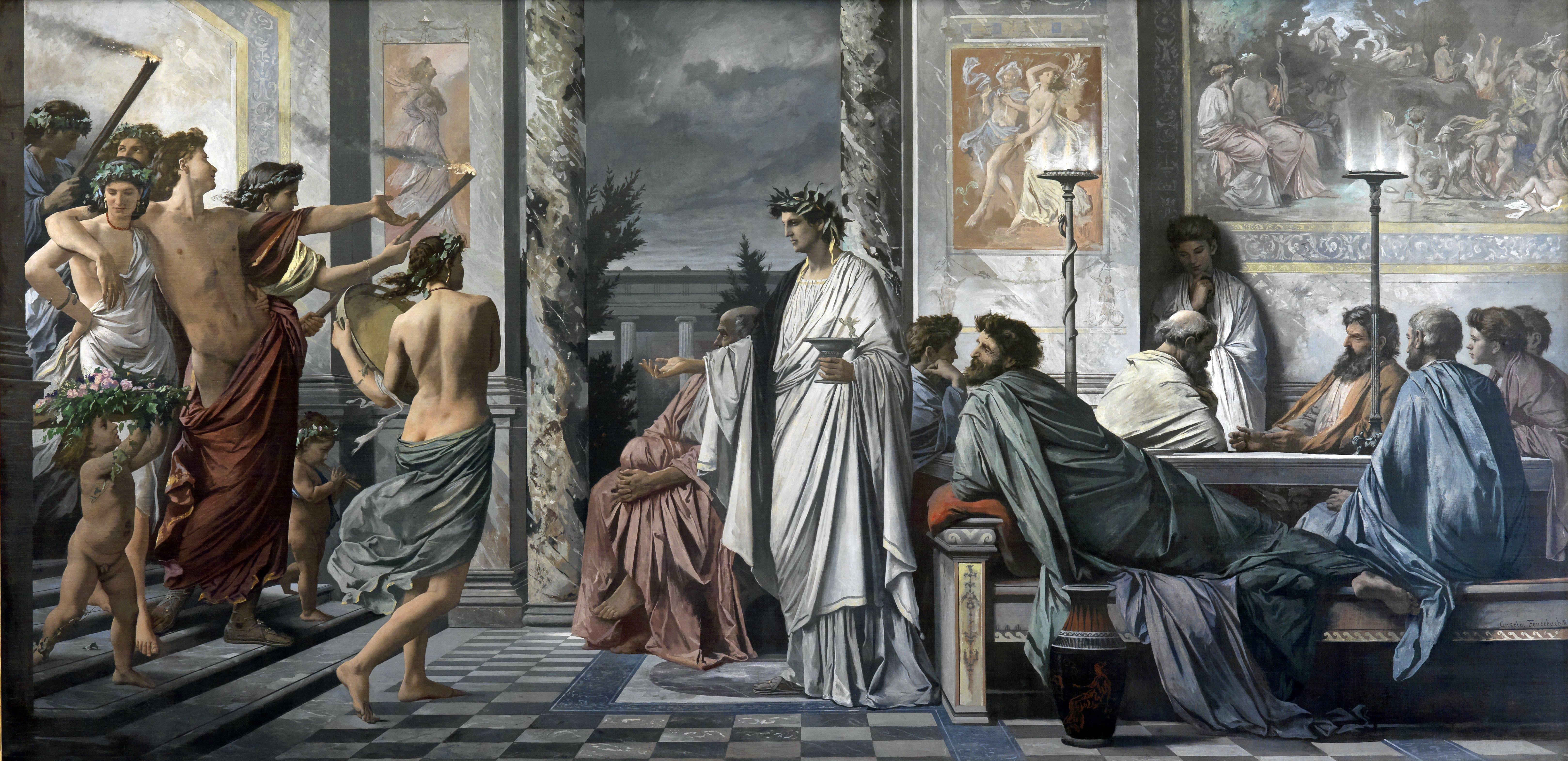
Anselm Feuerbach, Le Banquet de Platon, 1869. Aristodème pourrait être le personnage qui se tient debout dans l'angle, dans le renfoncement du mur, tiers de droite de la toile.

« En servant les hommes et en les obligeant, tu reconnais ceux qui veulent bien te servir et t'obliger à leur tour et, en les consultant, tu distingues ceux qui sont prudents. Fais de même à l'égard des dieux; mets-les à l'épreuve en les honorant, pour voir s'ils voudront te conseiller sur ce qu'ils ont caché aux hommes. Tu reconnaîtras alors que la Divinité est assez grande et assez puissante pour tout voir et tout entendre en même temps, pour être présente en tous lieux et s'occuper de tout à la fois. »

### Sources
- Platon, Œuvres complètes, sous la direction de Luc Brisson, Paris, Flammarion, 2011 (éd. revue) [2009]
- Xénophon, Mémorables, livre I, chapitre IV. [lire en ligne (page consultée le 8 avril 2022)]

### Études
- Victor MARTIN, « Le problème du Socrate historique », Revue de Théologie et de Philosophie, vol. 23, no 96,‎ 1935, p. 217-242 (lire en ligne)
- (en) Debra Nails, The People of Plato. A Prosopography of Plato and Other Socratics, Indianapolis - Cambridge, Hackett Publishing Company, 2002, xlvii, 414 (ISBN 978-0-872-20564-2)
- (en) Debra Nails, « Tragedy Off-Stage », dans James H. Lesher, Debra Nails, Frisbee Sheffield (Eds.), Plato's Symposium. Issues in Interpretation and Reception., Cambridge (MA), Harvard University Press, 2006, 460 p. (ISBN 978-0-674-02375-8), p. 179-207